# イーディ・ブリット

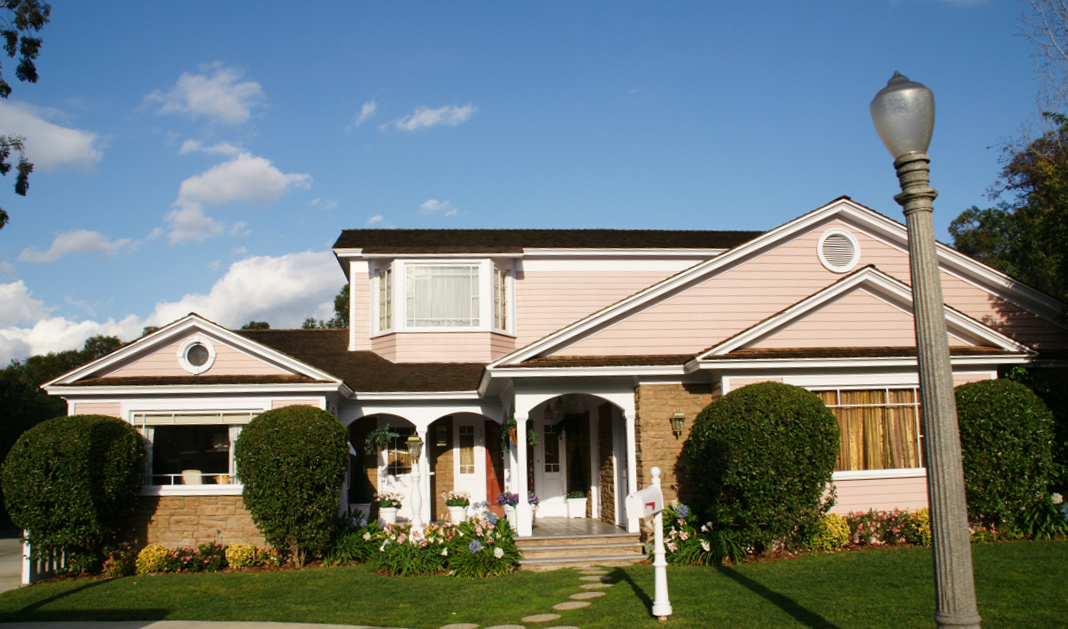
自宅（1993年から居住）

イーディ・ブリット（Edie Britt）は、アメリカ合衆国のABC『デスパレートな妻たち』に登場する架空の人物である。演じるのはニコレット・シェリダン。日本語版吹替えは安達忍。

## 人物・経歴
告解に通っているためカトリック教徒と思われるが、信心は大してないらしい。
職業は不動産業者。ウィステリア通りは彼女のテリトリーで、他の業者が入ろうものならすごい剣幕で追い出そうとする。
スーザンとは、ことごとく同じ男を好きになるため、決して仲が良いとは言えない。
男には人気があるが、女友達が出来ないことにコンプレックスを抱いている。
2度の離婚歴があり、最初の夫との間に一人息子がいるが、父親に引き取らせている。

## シーズン1
近所に引っ越して来た配管工のマイクのことを好きになるが、スーザンも同様に彼に好意を寄せていることにすぐ気付き、スーザンにはできないお色気路線でアプローチする。が、結局マイクはスーザンを選び、イーディはスーザンの恋に助け舟まで出す。
自宅がスーザンのせいで全焼し、唯一の友人マーサが居候を申し出てくれる。しかしマーサは失踪、近隣住民による捜索活動を組織して懸命に彼女を探すが、捜査の甲斐なく遺体で発見され、イーディは悲しみに暮れる。葬儀の代わりにマーサの散骨をしようと訪れた湖で、唯一人ついて来たスーザンから「あなたの家を燃やしたの」と告白されて激怒し、思わずマーサの遺灰をスーザンの顔面にぶちまける。しかしスーザンたちが毎週火曜日に開いているポーカー・パーティーに誘ってもらうことを条件に表面的には解決する。スーザンが一旦マイクと別れた時も、励ましにバーに連れていったりするが、結局男性をめぐるもめ事が原因で関係は元に戻る。
やがてスーザンの前夫カールと恋人関係になり、彼の娘であるジュリーに取り入ろうとする。

## シーズン2
自宅でカールと同棲を始めると、スーザンにカールとの関係を知られてしまい、怒ったスーザンを挑発したことでスーザンに車でひかれて骨折する。教会でのジュリーの歌の発表で、どちらが伴奏役を務めるかで揉めるなど、その後も会う度に喧嘩になる。
やがてスーザンが手術のための保険がないとカールに相談に来ると、イーディは偽装結婚による保険適用を提案し、相手を用意。しかしスーザンが結婚したのはカールで、イーディはそれを二人に隠される。何も知らないイーディは、偽装結婚の秘密を守ろうとしたカールのプロポーズを受けて、上機嫌でサプライズの結婚式を用意。しかしスーザンの元恋人ロンに偽装結婚の真実を聞かされ、激怒。お詫びに、カールには結婚式を豪華にするよう約束させ、スーザンには結婚式を手伝うよう命じる。
しかしカールはスーザンへの気持ちから、スーザンと関係したうえ勝手に離別。スーザンが原因と知らず、落ち込むイーディはスーザンに励まされ彼女に感謝する。しかしスーザンの送る気のなかった懺悔と告白の手紙が、手違いで届き、憤激したイーディはスーザンの家を燃やしてしまう。イーディの仕業と知ったスーザンは証拠を入手しようと盗聴器で発言を取るが、これに気付いたイーディは盗聴器を奪おうとしてもみ合いになり、蜂の巣に当たって蜂の集中攻撃を浴び入院。見舞いにきたスーザンに怒りをあらわにし、退院したら破滅させてやると宣告する。

## シーズン3
偶然訪れた病院でマイクの意識回復に居合わせ、彼が過去二年間の記憶を失っていると知ると、不在のスーザンを悪者に仕立て上げて自分を選ばせようと画策する。記憶のないマイクは戻ってきたスーザンを警戒し、イーディとの交際を始める。ところがマイクにモニーク殺害容疑がかかり、退院後ついに逮捕されると、恐ろしくなったイーディはマイクに別れを告げる。
最初の夫チャールズが国境なき医師団に参加するため、息子のトラヴァースを一か月預かる。トラヴァースはカルロスに懐くようになる。これまでの生活に孤独を感じ始めたイーディは、手近なカルロスを息子を使って誘惑するが、カルロスに拒まれる。イーディはもう一度真剣に迫り、カルロスとの交際が始まる。最初はぎくしゃくした関係も順調になり、トラヴァースと三人で楽しく過ごしていたが、やがてチャールズが息子を引き取りに来る。カルロスの落ち込みをみて、カルロスとの関係が父親役をさせることで成り立っていると気付き、前夫に息子の共同親権を要求。しかしカルロスの説得で諦める。一方、カルロスとの交際を知ったガブリエルの怒りを買い、喧嘩になる。
カルロスに同居を迫るが、愛していないからと断られる。独りになるのを恐れ、恋人の父親になりたい願望を利用して子作りを提案、カルロスを同居させることに成功する。しかし子供を産む気のないイーディは、隠れて避妊ピルを飲み続ける。ガブリエルの結婚式当日、この裏切りを知ったカルロスは激怒して離別を宣言。独りになったイーディは、自宅の寝室で首つりの準備を整えると、足元を支える椅子を蹴ってしまう。

## シーズン4
物語はイーディが足元を支える椅子を蹴るところから始まる。しかし、本当は彼女は首を吊ってなどおらず、天井の梁に掴まっているだけだった。
これはイーディの作戦で、外にいるカルロスにシルエットで首を吊っているように見せて心配させるためのものだった。カルロスが駆け寄ったのを見計らってほんの一瞬だけ実際に首を吊り、カルロスの興味を買おうとする。
しかし、タイミングがずれてカルロスの発見が遅れて予想よりも長く首を吊ることになってしまい、その後遺症が残ってしまう。
一人では生活できないため、結果的に別れる気満々だったカルロスを引き留めることに成功する。
一方カルロスはイーディに「隠し口座の在り処を警察にばらす」と脅され、ガブリエルに「こんな二重生活状態は嫌だ」とせっつかれて板挟みに陥る。
そんなある時イーディはカルロスに自分以外の女の気配を感じ取る。
怒ったイーディは税務局にカルロスの隠し口座をリークするも、カルロスに先手を打たれ、証拠が見つからずに歯がゆい思いをする。
そこで、探偵に依頼してカルロスが密会しているところを写真に撮ってもらうと、そこにはカルロスと熱いキスを交わすガブリエルの姿が。
とうとう証拠をつかんだイーディはカルロスへの復讐としてこの写真と共に、妻の浮気を夫・ビクターに密告する、「もうこんな男なんて、どうなっても構わない…」のセリフと共に…。
ビクターへの密告後、ウィステリア通りに強烈な竜巻が発生する。
外にいたイーディは我が家に避難しようとする。
するとその途中で、ガブリエルの家を通りかかり、「カルロスに頼まれた」と言う男が書類を届けに来た。
これこそがカルロスの隠し口座のお金を下ろす為の書類であり、ガブリエルとカルロスの生命線でもあったのだ。
男はイーディをガブリエルと勘違いし、イーディにその書類を「この書類はコピーは無くて、原本一つしかないから絶対失くさない様に」と言って渡す。
それを握ったイーディが家に帰ろうとすると、窓から事の顛末を全て見ていたガブリエルが家から飛び出して揉み合いになる。その結果、竜巻で書類が全て吹き飛ばされてしまう。
そうこうしているうちに竜巻の勢いは時毎に増していき、最早このまま外にいたら命すらも危うい状況になる。
二人は争いを一時休戦し、一時的にイーディーの家の床下に避難し身を守る。
その間も様々な物が中に飛んでくる。
その様な危機的状況の中で狭い空間で過ごしたのもあり、二人は和解、ガブリエルにカルロスを譲ることで争いに決着がついた。
そして竜巻が止み、町の混乱も収まってきたある日、イーディは泥酔したオーソンが家の前でブリーに締め出されているのを目撃する。
何か深い事情があると察したイーディはとりあえず、自分の家にオーソンを泊める。
すると翌朝、ブリーが来て「離婚寸前とは言え、オーソンとそういう事になるのだけはやめて欲しい」と懇願される。ブリーは今までイーディがマイク、カルロスなどと言った、「友達のお古」とそういう事になっていたのを危惧し、「あなたと友達でいたいから」と懇願しに来たのだ。
それに対してイーディは「オーソンは全然好みでも何でもないから心配無用」と約束する。
しかしその夜、離婚寸前に至るまでの経緯を聞くうちに、オーソンとキスを交わしてしまう。外でブリーが一部始終を見ていたとも知らずに…。
翌朝、突然ブリーに「約束が違うじゃない！」とビンタされ、「あのキスには愛情なんてない！」と反論する。
しかしブリーには「愛情のないキス」という概念が理解できず、イーディへ憎しみを募らせる。
遂にはイーディの不動産仲介業を妨害するという荒技にまで出始める。抗議すると、「あなたの素晴らしい人間性を、これからもお客さんに伝えないとと思って」と実質的な宣戦布告をされる。
困惑したイーディは、オーソンが宿泊するホテルへ向かう。彼にブリーの暴走を止めてもらう様言うためだ。
するとオーソンはシャワーを浴びており、「その辺で待ってて」と言われてソファーに座っていると、そこには一冊のノートが。
そこには新しくホッジ家に産まれた赤ん坊・ベンジャミンに関する秘密が記してあった。オーソンが離婚協議の際の親権問題で弁論するために、彼がノートにまとめていたのだ。
意気揚々とホテルを出て、イーディはブリーの家に向かい、ベルを鳴らす。
挑発的な態度を取るブリーに対して、「赤ん坊の秘密を知っている」と囁き、「早く言ってくれればよかったのに、だって私、あの子の大叔母だし、あなたと親戚なんだし」と言う。
絶対に人に知られたくない秘密を知られ、途端に顔色が真っ青になるブリー。震えながらブリーはイーディに「この事だけは誰にも言わないで」と懇願する。
誰にも言わない代わりにイーディは一つ条件を提示する。それは「私と友達でい続けること」。
しかしそれは、「友達（私）がしてほしいときには料理をしたり、掃除をしたり、必要とあらばカップケーキを作ってくれたり」と、「友達」という名を借りたただの奴隷だった。
この無茶苦茶な条件に愕然とするブリーに早速明日のパーティでのカップケーキ30人分を命じて、イーディはその場を立ち去る。
業務を妨害された復讐を見事に果たしたこと、ブリーの秘密を握れたこと、完璧主義のブリーを完膚なきまでに叩きのめせたことに思わず笑みがこぼれるイーディ。
しかし、そんなイーディを待っていたのは地獄だった。
最早潮時と判断したブリーが全ての秘密をリネット・スーザン・ガブリエルに打ち明けたのだ。イーディに脅されていることも一緒に。
秘密を聞き唖然とする3人だったが、直に娘をそこまでして守り通したブリーの親心に感動を覚える。同時にそれをネタに彼女を脅すイーディに3人が激怒し、4人で乗り込んできたのだ。
「腹黒さにも限界ってものがある」（ガブリエル）、「もうお茶会にもポーカーにも呼ばないし、あなたの存在はいないものとする」（スーザン）、「あなたのその腹黒さを近所住民にぶちまけてやる」（リネット）、「もうここまで」（ブリー）。
完全なる断絶宣言。去っていく4人に慌ててイーディは許しを請うが、「何か聞こえた？」と無視されてしまう。
完全に自分の居場所を失ったイーディは、息子・トラヴァースと電話しながらウィステリア通りを去っていく…。

## シーズン5
シーズン4から5年後、ウィステリア通りに突如イーディが新しい夫・デーヴ・ウィリアムスを連れて帰ってきた。
歓迎パーティーを経てスーザン達とも和解、前と変わらぬ生活を取り戻す。
しかしマクラスキーからは「あの男は素性が知れない」と言われ、考えてみると夫の前歴をほとんど知らないことに気づく。
改めて尋ねてもはぐらかされ、「兄を小さい頃に病気で失っている」という事しか得られない。
しかし、イーディは裕福な上に自分のことを愛してくれる夫に付いていくことを決意する。
執拗にマイクと関係性を持ちたがる夫に首をかしげることも多いが、愛ゆえに度々出るデーヴの怪しい行動も黙認してきた。
しかしある日、デーヴが誰もいないリビングで誰かに親しげに話しかけているのを目撃する。
さすがに耐えられなくなったイーディはそのことについて尋ねると、初めてデーヴが過去を語った。
デーヴはイーディの前に結婚歴があり、娘もいた。しかしある日、交通事故で妻子を喪っていた。更にそれ以来、妻子の幻覚が度々見えていたのだ。
突如語られた夫の重い告白に戸惑い、友人達に相談するイーディ。
相談した結果、デーヴの過去を受け入れた上で結婚生活の継続を決意、マイクの家に宿泊していたデーヴを呼び戻す。
またいつも通りの生活。しかし、夫に過去に起きた悲劇を調べようと「デーヴ・ウィリアムズについて」興信所へ調査を依頼する。
しかし、イーディの性格から強引に調査を捩じ込み興信所側から嫌がられ、調査もおざなりになってしまい、本来ならすぐにイーディに送られるべきデータが放置されてしまう。
時を同じくして、デーヴがマイクとキャサリンを連れて山へ泊まりがけのピクニックに行くことを提案した。
デーヴ達を見送ってしばらくした頃、イーディの元に一通の書類がFAXされていた。
それは興信所からの物で、デーヴについての過去の新聞記事だった。
そこにはマイクが写っており、「交通事故被疑者、無罪確定」の見出しが。
実はマイクとスーザンが破局するきっかけになった5年前の交通事故、それの被害者がデーヴの妻と娘だったのだ。
イーディの元に記事が届いたころ、デーヴはキャサリンを猟銃で狙っていた。
マイクにとって掛け替えのない存在であるキャサリンを射殺し、密猟者の誤射に見せかけ、マイクに自分が味わった喪失感を味わわせるためだ。
計画通りに事が運び、狙いを定め、引き金を引こうとしたその時、イーディから一通のメールが届く。
焦ったデーヴは的を外し、復讐は失敗に終わる。携帯を見ると「全てを知った。早く帰れ。」の文字が。
家に帰ると泥酔したイーディがそこにはいた。
自分を利用してウィステリア通りに入り込み、自分をマイクへの復讐の道具にした夫をなじるイーディ。
最後に「警察に行く！」と家を出るイーディをデーヴは止めようとするが、それを拒まれてしまう。
拒まれたことから突如怒りが湧き、咄嗟にイーディの首を絞めてしまう。
冷静になったとき、怯えた表情でイーディは家を飛び出しており、車で警察に向かっていた。
しかしその時、道に飛び出してきた人影を避けようとして電柱に激しく激突してしまう。
フラフラになりながら車の外に出るイーディ。
そんな彼女の手にあるものが触れる。それは、倒れた電信柱から垂れ下がっていた電線だった。
運悪く足許の水たまりが伝導体となって、彼女は感電してしまう。
懸命の蘇生措置も実らず、イーディはこの世を去った。
薄れゆく意識の中、最後に彼女が見たのは、「一番最期には見たくない顔」と言っていたスーザンだった…。
数日後、イーディの遺灰を持って車で出かけるスーザン・リネット・ブリー・ガブリエル・マクラスキーの姿があった。
行先は息子・トラヴァースの通う大学の寮。
「面識のない僕が行くより、仲の良かった皆さんに行ってもらったほうがいい」と言うデーヴの頼みで5人が代表して母親の死を伝えに行き、遺灰を引き渡しに行くことになったのだ。
道中運転を変わりながらもイーディの思い出話で盛り上がる5人。
イーディとはぶつかり合いながらも各々がイーディに関する思い出が溢れてきた。
スーザンはマイクとの交際で悩んでいた時にイーディに相談に乗ってもらい、そのままゴールインした。
リネットは夫を自由にすることをイーディに教わった。
ガブリエルは引っ越してきた当初、その尊大な態度で友達がいなかったのをイーディに叱責・指摘してもらって今の友人たちを得た。
ブリーは刑務所に収監されていた夫に会いに行くのを躊躇っていたが、そこで刑務官から近所に住んでいたイーディが会っていたことを知らされ会いに行くと、妻として励まさない彼女を叱責してもらい、夫に会いにいく決意を固めていた。
大学に到着した一行は早速トラヴァースと会うことに。
しかし、母親の死を知らされてもあまり感情を露わにしない。それはトラヴァース曰く「母は自分が小さい頃すぐに出ていったし、その後ほとんど接した覚えもない。むしろ母も自分を疎ましく思っていたはず。そんな人の死を知らされたところであまり現実的になれない」と言う。更に「遺灰は皆さんで好きにして欲しい」と言い放つ。
返す言葉が見つからない5人に、「授業があるから」とその場を後にしようとする。
そんなトラヴァースをマクラスキーが一人止める。
「アンタは何も分かっちゃいない！」と叱責、そこでマクラスキーにしか見せていなかった、イーディの母親の面を語る。
そこではイーディは「一度たりとも息子のことを忘れたことはない」「出来るなら、抱きしめてやりたい」と本来の強気な性格とは裏腹な言葉をマクラスキーに吐露していた。
そこにマクラスキーは「アンタがイーディを、お母さんをどう思おうと勝手だ、でもね、彼女は確かにアンタを愛してた、そのことは忘れないでほしい」とトラヴァースに念を押す。
母の思いを知った上でトラヴァースは「やはり、皆さんに遺灰は託したい」と言う。そして、度々訪れてもっと母親について聞かせることを願うトラヴァースと約束し、5人は遺灰を持ってウィステリア通りに帰る。
その後をどうするか協議した結果、5人が各々でウィステリア通りに遺灰を撒くことになった。
一握りの遺灰を手に5人は別れるが、マクラスキーは最後まで捲くことを躊躇、容器に入れようとする。
そんな彼女を叱責するかの様に、まるで示し合わせたかのように、5人の家の扉が強風でそれぞれ開いた。
「…アンタがそれが良いんだね。」と決意を固めたマクラスキーを初めに、全員がその風に乗せて遺灰を捲いた。
文字通り、風となって、イーディは人生の大半を過ごした場所を駆け巡ったのだった…。
なおこの回のみは、メアリー・アリスではなく彼女がナレーションを担当した。ちなみにこの作品でナレーションを担当したことのある人物はメアリー
アリス以外ではレックス・バン・デ・カンプに続いて二人目である。